# Fanerozoic
| Eó         | Era       | Període    | Sèrie        | Edat (Ma)       |
| ---------- | --------- | ---------- | ------------ | --------------- |
| Fanerozoic | Cenozoic  | Quaternari | Holocè       | 0,0117          |
| Fanerozoic | Cenozoic  | Quaternari | Plistocè     | 2,58            |
| Fanerozoic | Cenozoic  | Neogen     | Pliocè       | 5,333           |
| Fanerozoic | Cenozoic  | Neogen     | Miocè        | 23,03           |
| Fanerozoic | Cenozoic  | Paleogen   | Oligocè      | 33,9            |
| Fanerozoic | Cenozoic  | Paleogen   | Eocè         | 56,0            |
| Fanerozoic | Cenozoic  | Paleogen   | Paleocè      | 66,0            |
| Fanerozoic | Mesozoic  | Cretaci    | Superior     | 100,5           |
| Fanerozoic | Mesozoic  | Cretaci    | Inferior     | ~ 145,0         |
| Fanerozoic | Mesozoic  | Juràssic   | Superior     | 163,5 ± 1,0     |
| Fanerozoic | Mesozoic  | Juràssic   | Mitjà        | 174,1 ± 1,0     |
| Fanerozoic | Mesozoic  | Juràssic   | Inferior     | 201,3 ± 0,2     |
| Fanerozoic | Mesozoic  | Triàsic    | Superior     | ~ 237           |
| Fanerozoic | Mesozoic  | Triàsic    | Mitjà        | 247,2           |
| Fanerozoic | Mesozoic  | Triàsic    | Inferior     | 251,902 ± 0,024 |
| Fanerozoic | Paleozoic | Permià     | Lopingià     | 259,51 ± 0,21   |
| Fanerozoic | Paleozoic | Permià     | Guadalupià   | 272,95 ± 0,11   |
| Fanerozoic | Paleozoic | Permià     | Cisuralià    | 298,9 ± 0,15    |
| Fanerozoic | Paleozoic | Carbonífer | Pennsylvanià | 323,2 ± 0,4     |
| Fanerozoic | Paleozoic | Carbonífer | Mississippià | 358,9 ± 0,4     |
| Fanerozoic | Paleozoic | Devonià    | Superior     | 382,7 ± 1,6     |
| Fanerozoic | Paleozoic | Devonià    | Mitjà        | 393,3 ± 1,2     |
| Fanerozoic | Paleozoic | Devonià    | Inferior     | 419,2 ± 3,2     |
| Fanerozoic | Paleozoic | Silurià    | Pridolià     | 423,0 ± 2,3     |
| Fanerozoic | Paleozoic | Silurià    | Ludlowià     | 427,4 ± 0,5     |
| Fanerozoic | Paleozoic | Silurià    | Wenlockià    | 433,4 ± 0,8     |
| Fanerozoic | Paleozoic | Silurià    | Llandoverià  | 443,8 ± 1,5     |
| Fanerozoic | Paleozoic | Ordovicià  | Superior     | 458,4 ± 0,9     |
| Fanerozoic | Paleozoic | Ordovicià  | Mitjà        | 470,0 ± 1,4     |
| Fanerozoic | Paleozoic | Ordovicià  | Inferior     | 485,4 ± 1,9     |
| Fanerozoic | Paleozoic | Cambrià    | Furongià     | ~ 497           |
| Fanerozoic | Paleozoic | Cambrià    | Miaolingià   | ~ 509           |
| Fanerozoic | Paleozoic | Cambrià    | Segona sèrie | ~ 521           |
| Fanerozoic | Paleozoic | Cambrià    | Terranovià   | 541,0 ± 1,0     |

El Fanerozoic és un dels eons en els quals es divideix el temps geològic. S'estén des del final de l'eó Proterozoic, fa 538,8 ± 0,2 milions d'anys (Ma), fins a l'actualitat. Es tracta de l'únic eó de la història de la Terra en el qual hi ha hagut vida animal i vegetal abundant. El seu nom deriva de les paraules gregues φανερός (fanerós) i ζωή (zoí), que juntes signifiquen ‘vida visible’, car anteriorment es creia que la vida havia sorgit durant el Cambrià, el primer període d'aquest eó. El Fanerozoic se subdivideix en tres eres diferents: el Paleozoic, el Mesozoic i el Cenozoic.
El temps que abasta el Fanerozoic comença amb el sorgiment aparentment ràpid de molts fílums d'animals, seguit successivament per la seva evolució en una gran diversitat de formes, l'aparició i el desenvolupament de plantes complexes, l'evolució dels peixos, el sorgiment dels insectes i els tetràpodes i el desenvolupament de la fauna i flora actuals. Les plantes terrestres aparegueren cap al principi del Fanerozoic. Durant aquest eó, els continents, impulsats per forces tectòniques, s'ajuntaren en un únic supercontinent conegut com a «Pangea», que posteriorment es fragmentà en els continents actuals.

## Recerca

Evolució de la biodiversitat (a escala de gènere) durant el Fanerozoic. La caiguda en picat de la biodiversitat de 251,9 Ma correspon al límit P-T i la de 66 Ma al límit K-Pg.

Al segle xix es dugueren a terme els primers estudis per a conèixer la història de la Terra a partir de les roques i els fòssils que contenen els estrats. Havent investigat formacions properes a Oxford, el geòleg britànic William Smith s'adonà que cada estrat tenia fòssils diferents. Cap a aquella època, Georges Cuvier arribà a la mateixa conclusió basant-se en les seves observacions de la conca de París. La presència de fòssils diferents a cada estrat convencé Cuvier que amb el pas del temps s'extingeixen organismes i en sorgeixen de nous. La teoria del catastrofisme, postulada per Cuvier, defensava que en el passat s'havien produït grans canvis en els organismes que vivien a la Terra a conseqüència de catàstrofes, en contrast amb la teoria de l'actualisme, avançada per Charles Lyell, que sostenia que els processos naturals que actuaven en el passat són els mateixos que actuen en el present. Aquesta última teoria és àmpliament acceptada avui en dia, mentre que el catastrofisme ha quedat marginat.
Durant el segle xix, els científics anaren ampliant els seus coneixements sobre el passat geològic gràcies al descobriment de nombrosos fòssils. El 1840, el britànic John Phillips el dividí en tres eres: Paleozoic, Mesozoic i Cenozoic. A grans trets, aquesta divisió encara es fa servir avui en dia. Al seu torn, les eres es poden subdividir en períodes, èpoques i estatges. A cada unitat cronoestratigràfica se li assigna un fòssil director, que es pot substituir per un altre si hi ha nous descobriments que ho justifiquin.
El 1912, l'alemany Alfred Wegener, inspirat per la coincidència en la línia de costes de Sud-amèrica i Àfrica, formulà la teoria de la deriva dels continents. El descobriment de fòssils dels mateixos animals a banda i banda de l'oceà Atlàntic reforçà la hipòtesi de Wegener. Tot i que la teoria de la deriva continental tenia un fonament sòlid, en un primer moment fou rebutjada per la majoria dels científics i no fou acceptada fins que es demostrà la realitat de la tectònica de plaques a mitjans del segle xx. La tectònica de plaques serveix per estudiar la història de la Terra durant el Fanerozoic i per donar resposta a nombroses qüestions geològiques, com ara l'edat geològica diferent dels oceans i els continents, la formació i fragmentació dels supercontinents i l'orogènesi. El 1989, Jack Sepkoski dugué a terme un estudi exhaustiu de les extincions massives dels últims 250 milions d'anys basant-se en el registre fòssil. A la dècada del 1980 començà a aplicar-se la datació radiomètrica.

## Biodiversitat
S'ha demostrat que els canvis en la biodiversitat a través del Fanerozoic es correlacionen molt millor amb el model hiperbòlic (àmpliament utilitzat en demografia i macrosociologia) que amb els models exponencial i logístic (utilitzats tradicionalment en biologia de poblacions i àmpliament aplicats també a la biodiversitat fòssil). Aquests últims models impliquen que els canvis en la diversitat estan guiats bé per una retroalimentació positiva de primer ordre (més avantpassats, més descendents), bé per una retroalimentació negativa que sorgeix de la limitació dels recursos, o bé per ambdues coses. El model hiperbòlic implica una retroalimentació positiva de segon ordre. El patró hiperbòlic del creixement de la població mundial sorgeix de la retroalimentació positiva quadràtica, causada per la interacció de la mida de la població i la taxa de creixement tecnològic. El caràcter del creixement de la biodiversitat a l'Eó Fanerozoic es pot explicar de manera similar per una retroalimentació entre la diversitat i la complexitat de l'estructura de la comunitat. S'ha suggerit que la similitud entre les corbes de la biodiversitat i la població humana probablement prové del fet que ambdues es deriven de la superposició a la tendència hiperbòlica de la dinàmica cíclica i aleatòria.

## Clima
En tot el Fanerozoic, el motor dominant del canvi climàtic a llarg termini va ser la concentració de diòxid de carboni a l'atmosfera, tot i que alguns estudis han suggerit un desacoblament del diòxid de carboni i la paleotemperatura, especialment durant els intervals freds del Fanerozoic. Les concentracions de diòxid de carboni del Fanerozoic s'han regit parcialment per un cicle de l'escorça oceànica de 26 milions d'anys. Des del Devonià, els grans canvis de diòxid de carboni de 2.000 ppm2 o més van sere poc freqüent en períodes curts. Les variacions de la temperatura global estaven limitades per respostes negatives en el cicle del fòsfor, on l'augment de l'entrada de fòsfor a l'oceà augmentava la productivitat biològica superficial, que alhora millorava el cicle redox del ferro i, per tant, eliminava el fòsfor de l'aigua de mar; això va mantenir una taxa relativament estable d'eliminació de carboni de l'atmosfera i l'oceà mitjançant l'enterrament del carboni orgànic. El clima també controlava la disponibilitat de fosfat mitjançant la seva regulació de les taxes de meteorització continental i del fons marí. Les principals variacions de temperatura global de > 7 °C durant el Fanerozoic es van associar fortament amb extincions massives.